# Colonia Malibrán
Colonia Malibrán är en ort i Mexiko.   Den ligger i kommunen Veracruz och delstaten Veracruz, i den sydöstra delen av landet, 300 km öster om huvudstaden Mexico City. Colonia Malibrán ligger 21 meter över havet och antalet invånare är 749.
Terrängen runt Colonia Malibrán är platt, och sluttar österut. Runt Colonia Malibrán är det ganska tätbefolkat, med 230 invånare per kvadratkilometer. Närmaste större samhälle är Veracruz, 7,0 km nordost om Colonia Malibrán. Trakten runt Colonia Malibrán består till största delen av jordbruksmark.